# Mariakyrkan, Sastamala
Mariakyrkan i Sastamala uppfördes i slutet av 1400-talet i Karkku. I kyrkan hålls inte längre regelbundna gudstjänster men den är sommartid en vägkyrka och ibland anordnas där dop och vigslar. Sastamala Gregoriana, en festival med gammal musik, är ett årligt evenemang i kyrkan. 

## Historia
Sastamala kyrksocken torde ha kommit till i mitten av 1200-talet. Den nämns redan i Sankt Henrikslegenden och nämns första gången i handlingarna år 1328. Mellan åren 1426 och 1439 delades Sastamala förvaltningssocken och tydligen skedde detsamma i den kyrkliga indelningen då från kyrksocknen  under första hälften av 1400-talet avskildes Kalliala (Tyrvis) kyrksocken. 
Att döma av fynden vid utgrävningar i kyrkan har den föregåtts av tre olika skeden av byggnader i trä. En mindre kyrka har på sin norra sida och utanför den nuvarande kyrkan haft det så kallade Lukaskapellet om 7 x 7 m. Det torde ha byggts på 1490-talet men revs på 1700-talet. Gråstenskyrkan byggdes kring år 1500. Fönstren på kyrkans västfasad är ursprungliga. Kyrkrummet är välvt med tunnvalv och har ovanligt nog ett jordgolv. Stenkyrkan byggdes hög med brant tak och med anfang för en finare välvning över en kyrksal i tre skepp. Sakristian från 1400-talet ligger öster om Lukaskapellet på kyrkans norra sida. Kyrkan brann år 1568. År 1694 nämns ett vapenhus. Kyrkgrunden började ge vika och på 1860-talet ersattes västra gaveln med en gavel i timmer och den östra gaveln revs delvis medan yttertaket sänktes. Kyrkan togs ur regelbundet bruk år 1913. Birkalands landskapsförbund återställde 1959 kyrkans ursprungliga utseende. Takets underbyggnad förstärktes och lyftes till sin ursprungliga höjd. Arkeologiska undersökningar gjordes varefter jordgolvet sänktes till sin ursprungliga nivå och täcktes av ett trägolv. År 1966 lades ett spåntak över kyrkan. År 1977 revs det svampangripna trägolvet och jordgolvet återställdes.